# Gest
Gest (fra tysk og hollandsk geest) er det højere liggende, tørre landområde, som ligger inden for marsken i vadehavsegnene i Danmark, Tyskland og Nederlandene. Gesten er ofte præget af sandjord og består af bakkeøer fra næstsidste istid og hedesletter fra sidste istid.